# Engoulevent pointillé
Caprimulgus tristigma
Espèce
Statut de conservation UICN

 LC  : Préoccupation mineure
L'Engoulevent pointillé (Caprimulgus tristigma) est une espèce d'oiseaux de la famille des Caprimulgidae.

## Répartition

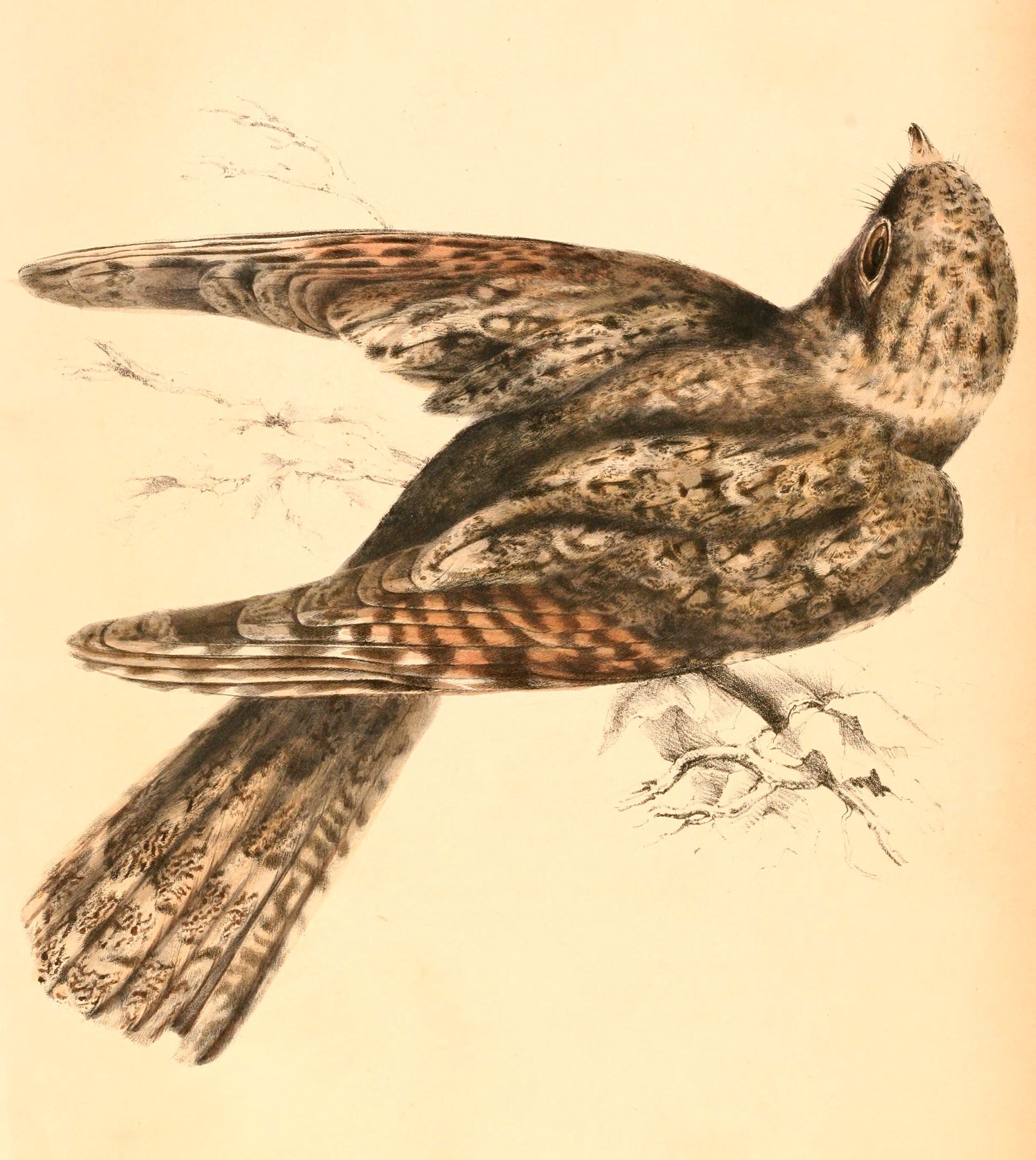
Une femelle.

Son aire fragmentée s'étend à travers l'Afrique subsaharienne.